# Kyle Weems
Pour les articles homonymes, voir Weems.
Kyle Jordan Weems, né le 23 août 1989 à Topeka au Kansas, est un joueur américain de basket-ball. Il a joué pour l'université d'État du Missouri et a été nommé joueur de l'année 2011 pour sa participation à la Missouri Valley Conference Men's Basketball.

## Palmarès
- Vainqueur de l'EuroCoupe 2022
- Champion d'Italie en 2021
- Vainqueur de la Supercoupe d'Italie 2021
- Vainqueur EuroChallenge 2015 avec la JSF Nanterre.

## Distinctions personnelles
- MVP du match des champions 2014[1] avec Nanterre.
- Participation au All-Star Game LNB 2014.